# Васильев, Сергей Александрович (поэт)

Сергей Александрович Васи́льев (17 [30] июля 1911, Курган, Тобольская губерния — 2 июля 1975, Москва) — советский поэт и журналист, военный корреспондент. Заслуженный деятель искусств Азербайджанской ССР (1969).

## Биография
Сергей Васильев родился 17 (30) июля 1911 года в городе Кургане Курганского уезда Тобольской губернии, ныне город — административный центр Курганской области. Русский. Его отец мещанин Александр Алексеевич Васильев 18 октября 1906 года избран на трёхлетие старостой Курганского храма святой Троицы, а по истечении этого срока переизбран повторно. Он происходил из крестьян, самоучкой овладел грамотой. 9 июня 1912 года Александра Васильева нашли с огнестрельной раной, которая была смертельной.
В годы Гражданской войны дом, в котором они жили, был реквизирован и передан для остановки офицеров и военных чиновников. Екатерина Михайловна (урожд. Стрельникова), мать поэта, с семьёй (шестеро детей) переехали к старшему сыну от первого брака Михаилу Баранову на заимку в восьми верстах от села Падеринского (ныне в Кетовском муниципальном округе Курганской области), при болоте Кушном. Весной Михаил Васильевич Баранов был мобилизован в белую Русскую армию (позже умер в Барнауле от сыпного тифа). В августе 1919 года, до прихода красных в Курган, Екатерина Михайловна, собрала детей и уехала с Белой армией на восток. Вернулась она только 5 июня 1920 года и поселилась на заимке, где зимой 1921 года повесилась, не пережив голода. Похоронили её там же (в конце XX века её прах перенесли на Падеринское сельское кладбище). В 1925 году старшая сестра Мария оформила документы об опеке над Тоней и Сергеем Васильевыми.
После окончания школы-семилетки в 1926 году С. Васильев переехал с сестрой Марией в Москву, там он окончил школу и в 1928 году поступил в Центральный дом искусств деревни («Дом Поленова»). Обучался там актёрскому мастерству и одновременно с этим работал сторожем, истопником в больнице, а позднее — рабочим-откатчиком на Первой ситценабивной фабрике. В 1931 году был принят в драматический ансамбль одной из московских трупп мюзик-холла. Успешно выступал на сцене, но увлечение поэзией оказалось сильнее, и в его жизни начинался период литературного творчества.
В начале 1930-х годов первые его стихи появились в московских газетах и журналах. В 1933 году вышла первая книга — «Возраст», названная им позднее «холостым выстрелом». В 1935 году опубликованы поэмы «Голубь моего детства» и «Анна Денисовна», которые принесли ему первый успех. В 1934—1938 годах учился в Литературном институте имени А. М. Горького.
Во время Великой Отечественной войны был сначала бойцом народного ополчения, затем военным корреспондентом газеты «Красная звезда», воевал в Подмосковье, на Украине и в Крыму, вместе с частями 1-го Украинского фронта прошёл через Польшу и Германию.
Работая в газете «Правда» и возглавляя отдел поэзии журнала «Октябрь», вёл общественно-литературную деятельность. Вступил в ВКП(б), в 1952 году партия переименована в КПСС.
Член правления Союза писателей РСФСР с 1965 года.
Многие произведения поэта связаны с его малой родиной, с зауральской природой, чему он посвятил стихотворения «Прямые улицы Кургана», «За уральской грядой», «На реке Тобол», «Изба над Тоболом» и многие другие.
29 декабря 1973 года Курганский горисполком присвоил ему звание «Почётный гражданин города Кургана».
Сергей Александрович Васильев умер 2 июля 1975 года в городе Москве. Похоронен на Новодевичьем кладбище, ныне муниципального округа Хамовники Центрального административного округа города Москвы. 30 июля 1981 года открыт надгробный памятник (скульптор В. Б. Шелов).

## Творчество
Автор поэмы «На Урале» (1943), сборников «Москва Советская» (1947), «Подмосковный уголёк» (1948), поэтической трилогии «Портрет партизана» (ч. 1—3, 1938—1943), поэмы о пионере авиации А. Ф. Можайском «Первый в мире» (1950), а также сатирических стихов, пародий и эпиграмм (сборник «Взирая на лица», 1950 и другие).
Писал сатирические стихи и пародии на коллег-литераторов (на П. Г. Антокольского, А. И. Безыменского, С. И. Кирсанова, В. А. Луговского, С. В. Михалкова и других). В сборник «На стрежне» (1969), помимо оригинальных стихотворений, вошли переводы азербайджанского народного поэта-сатирика М. А. Сабира.
По случаю кампании по борьбе с космополитизмом в 1949 году сочинил поэму «Без кого на Руси жить хорошо», стилизованную под некрасовский стих. В роли тех, «без кого», выступали в основном советские критики-евреи. Публиковать поэму не решился.

…автор с удовольствием читал её в московском Союзе писателей (Дом Герцена!) под громкий хохот подвыпивших слушателей.— Передача на радио «Свобода»
На его стихи композиторами А. Г. Новиковым, И. О. Дунаевским, Н. Я. Мясковским, Д. Д. Шостаковичем, В. И. Мурадели, М. И. Блантером, З. Л. Компанейцем, К. Я. Листовым были написаны известные песни «Берёза белая», «Дорожная», «Девичья ласковая» и другие. Известностью пользовалась песня на его слова о Москве и Сталине («Москва Советская», 1947). В 1960-е годы эта песня звучала в заставке, которую показывали перед началом вещания телепрограмм.
29 июля 2004 года была исполнена и записана кантата-ноктюрн Николая Яковлевича Мясковского «Кремль ночью» на стихи поэта (1947): солисты, хор и оркестр Государственной академической симфонической капеллы России (художественный руководитель Валерий Полянский), дирижёр Геннадий Рождественский.

## Заслуги
С. Васильев много сделал для реабилитации имени поэта Сергея Есенина. Был первым председателем комиссии по его литературному наследию, издателем его первого собрания сочинений и, вместе с сестрой Есенина, Александрой, организатором музея и создания памятника поэту в Рязани.

## Награды
- Заслуженный деятель искусств Азербайджанской ССР, 1969 год
- Государственная премия РСФСР имени М. Горького, 1973 год — за поэму «Достоинство» о генерале Д. М. Карбышеве
- Орден Трудового Красного Знамени
- Орден Красной Звезды, 8 октября 1942 года[9]
- Орден «Знак Почёта»
- Медаль «За отвагу», 22 февраля 1943 года
- Юбилейная медаль «За доблестный труд. В ознаменование 100-летия со дня рождения Владимира Ильича Ленина»
- Медаль «За оборону Москвы»
- Медаль «За победу над Германией в Великой Отечественной войне 1941—1945 гг.»
- Юбилейная медаль «Двадцать лет Победы в Великой Отечественной войне 1941—1945 гг.»
- Юбилейная медаль «Тридцать лет Победы в Великой Отечественной войне 1941—1945 гг.»
- Медаль «За доблестный труд в Великой Отечественной войне 1941—1945 гг.»
- Медаль «В память 800-летия Москвы»
- Почётный гражданин города Кургана, 29 декабря 1973 года

## Память
- В 1975 году в память о нём улица Въезжая в Кургане переименована в улицу Сергея Васильева[10],
- В мае 1977 года, в курганской средней школе № 29 открыт музей, посвящённый его творчеству.[11] — 55°26′08″ с. ш. 65°19′19″ в. д.HGЯO
- На доме, где он родился и жил (г. Курган, ул. Советская, 104), установлена мемориальная доска. Ныне в здании находится Государственное бюджетное учреждение культуры "Курганский театр кукол «Гулливер» — 55°26′13″ с. ш. 65°21′01″ в. д.HGЯO
- В городе Баку существовала улица Сергея Васильева (ныне Хана Шушинского)[12].
- Библиотека им. С. А. Васильева в г. Кургане (6-й микрорайон, 4).
- В 2011 году библиотеке в селе Падеринском Падеринского сельсовета Кетовского района Курганской области (ныне в Кетовском муниципальном округе той же области), где похоронена мать поэта, присвоено имя Сергея Васильева.

## Сочинения
Произведения С. А. Васильева печатались в «Правде», «Красной звезде», «Крокодиле», «Литературной газете» и других изданиях. Выходили отдельными сборниками:
- Время. Москва: Советский писатель, 1938
- Голубь моего детства. Москва, Гослитиздат, 1938
- Новые стихи. Москва, Правда, 1938
- Война: фронтовые стихи. Москва, Правда, 1942
- Гневные строки: фронтовые стихи. Москва, Советский писатель, 1942
- Москва за нами: поэма. Москва, Гослитиздат, 1942
- Поле русской славы: стихи. Москва, Советский писатель, 1943
- Великая Отечественная война: стихи и поэмы. Москва, Молодая гвардия, 1944
- На Урале. Москва, Ленинград, Детгиз, 1944
- Огонь: (военные стихи 1941—1943). Ростов-на-Дону, Ростиздат, 1944
- Стихи и поэмы: (1934—1944). Москва, Советский писатель, 1945
- Москва за нами: поэма. Москва, Детгиз, 1947
- Москва советская: стихи. Москва, Молодая гвардия, 1947
- Прямая дорога. Москва: Московский рабочий, 1947
- Избранные стихи. Москва, Правда, 1948.
- Ода русской пушке: (стихи 1941—1945 гг.). Пермь, 1948
- Подмосковный уголёк: стихи. Москва: Московский рабочий, 1948
- У нас в России: стихи. Челябинск, Челябгиз, 1948
- Избранные стихи. Москва, Советский писатель, 1949
- Взирая на лица: (пародии, эпиграммы, иронические портреты). Москва, Правда, 1950
- Избранное. Москва, Гослитиздат, 1950
- Песни. Москва, Молодая гвардия, 1951
- Родина крылатых: стихи. Москва, Советский писатель, 1953
- Стихи и песни. Москва, Гослитиздат, 1953
- Только вперёд! Москва, Ленинград. Детгиз, 1953
- Взирая на лица: сатирические стихи. Москва, Гослитиздат, 1954
- Лирика и сатира. Москва, Правда, 1954
- Лирика и сатира. Курган, 1955
- Розы и козы: сатирические стихи. Москва, Правда, 1955
- Стихи и песни. Москва, Госкультпросветиздат, 1955
- Портрет партизана: трилогия. Москва: Воениздат, 1956
- Избранные стихотворения и поэмы. Москва, Гослитиздат, 1957
- Осенняя тетрадь: стихи (1955—1957). Москва, Советский писатель, 1957
- Сатирические стихи. Москва, Правда, 1957
- Четверть века. 1931—1956. Стихи. Поэмы. Песни. Сатира. Москва, 1957
- Стихи. Москва, Гослитиздат, 1958
- Большие расстояния: стихи фельетоны, пародии, эпиграммы. Москва, Профиздат, 1959
- Лирика и сатира 2-е издание дополненное. Курган, 1959
- Осторожно! Голуби!: Стихи. Москва, Правда, 1959
- Что такое счастье: стихи. Москва, Молодая гвардия, 1959
- Встреча: стихи. Челябинск, 1960
- Избранное: стихотворения, песни, сатира, поэмы. Москва, Гослитиздат, 1960
- Лирика (1956—1960 гг.). Москва, Правда, 1961
- Весна-красна: стихи, пародии, фельетоны. Москва, Советская Россия, 1962
- Красный галстук: поэма для детей. Курган, Советское Зауралье, 1962
- Красный галстук: поэма. Москва, Детгиз, 1962
- О зарубке на носу: стихи. Москва, Правда, 1962
- Песни на стихи Сергея Васильева. Москва, Советский композитор, 1962
- Поэмы. Москва, Гослитиздат, 1963
- Стихи поэмы пародии. Москва, Московский рабочий, 1964
- Заграница: стихи. Москва, Правда, 1965
- Чей огонь жарче горит. Вступ. ст. Н. Тихонова. Москва, Воениздат, 1965
- Избранные произведения, т. 1—2. Вступ. статья А. Макарова. Москва, Худож. литература, 1966
- Проза про поэзию. Статьи, воспоминания, портреты. Москва, Советский писатель, 1967
- Стихи. Москва, Худож. литература, 1967
- Нет мне покоя: стихи, Москва, 1968
- На стержне: стихотворения 1968—1969. Москва, Советский писатель, 1969
- Одиночество на миру. Стихи и очерки об Америке. Москва, Советская Россия, 1969
- Отбор: избранные стихи и поэмы. 1932—1970 гг. Москва, Советский писатель, 1971
- Самое заветное: стихи. Москва, Правда, 1971
- Под небом России: стихи и поэмы. Москва, Современник, 1972
- Время ведёт разговор: невыдуманные поэмы. Москва, Молодая гвардия, 1973
- Песня старшего поколения: Стихи и поэмы. Москва, Воениздат, 1973
- Красный галстук: поэма о Коле Мяготине. Москва, Советская Россия, 1974
- Полдень: стихи. Москва, Правда, 1974
- Достоинство: поэма о Д. М. Карбышеве. Москва, Советская Россия, 1975
- Зарубки на память. Москва, Детская литература, 1975

## Критика
Немецкий славист В. Казак отзывался о творчестве С. Васильева в негативном ключе:

Васильев писал разбросанно и поверхностно, заполняя стихотворные строчки излишними словами ради соблюдения метра и рифмовки. В повествовательных и описательных стихах Васильева встречаются все темы — от ходячих политических лозунгов до ничтожных случаев из повседневной жизни, но даже его военные стихи лишены убедительности; в его пародиях заслуживают внимания лишь имена тех, на кого они написаны…
— Казак В. Лексикон русской литературы XX века. С. 71.

## Семья с.а.
Жена Олимпиада Витальевна (7 августа 1920—2001), дочь Виталия Семёновича Макаренко (20 апреля 1895 — 22 июля 1983), племянница известного педагога и писателя Антона Семёновича Макаренко.
Старшая дочь Галина (род. 1 марта 1938 года), журналист-международник (журнал «Советская женщина»), снималась в кинофильме («Ссора в Лукашах»), кандидат филологических наук. Опубликовала книгу об отце «Певец России» (М, Прогресс-Плеяда, 2011) с его стихами, песнями, литературными пародиями с рисунками Бориса Ефимова и со своим послесловием «Глазами дочери». У неё сын Павел Франкович Траннуа (род. 7 ноября 1963 года), публицист, садовод.
Младшая дочь Екатерина (род. 15 августа 1945 года), народная артистка РСФСР (1986). У неё сын Дмитрий Михайлович Рощин (род. 1973), протоиерей, настоятель храма Святителя Николая на Трёх Горах.
Сын Антон (род. 15 июня 1953 года), режиссёр. У него сын Василий (род. 13 ноября 1985) и дочь Екатерина.